# Маргарита Пармська
Маргарита Пармська (італ. Margherita di Parma; 1522-1586) — герцогиня Пармська і штатгальтер Іспанських Нідерландів у 1559—1567 роках, позашлюбна донька Карла V.

## Біографія
Дочка Йоганни ван дер Гейнст, коханки Карла V Габсбурга, фламандки за походженням. Виховувалася в Брюсселі спочатку при дворі своєї двоюрідної бабусі Маргарити Австрійської, а пізніше — своєї тітки Марії (вдови короля Угорщини), які були штатгальтерами Іспанських Нідерландів з 1507 по 1530 і з 1530 по 1555 роки відповідно. У 1533 році з дозволу батька їй було дозволено носити ім'я Маргарити Австрійської.
У 1527 році у віці п'яти років вона була заручена з племінником папи римського Климента VII, Алессандро Медічі, герцогом Флоренції, якого багато дослідників вважають сином папи. 29 лютого 1536 року вони одружилися, а 1537 року Алессандро був убитий. 4 листопада 1538 року вона стала дружиною Оттавіо Фарнезе, герцога Парми, онука Папи Павла III. Нареченому було в ту пору чотирнадцять років, а нареченій шістнадцять. Маргарита народила двох хлопчиків-близнюків, один з яких помер у дитинстві.
Оскільки вона добре знала нідерландські звичаї і була в курсі всього, що відбувається в Брюсселі, Філіп II призначив її у 1559 році штатгальтером Нідерландів, де їй спочатку допомагав Антуан Перрено де Гранвель. Там Маргарита зіткнулася з опором інквізиції та іспанського деспотизму. У серпні 1567 року з Іспанії приїхав герцог Альба, наділений Філіпом II великими повноваженнями, що перетворили її посаду в порожню формальність.
Маргарита залишила свою посаду й повернулася до свого чоловіка в Італію, де й померла у 1586 році в Ортоні. На честь неї названа вілла Мадама. Вона ще застала той час, коли її син Алессандро став у 1578 році штатгальтером Нідерландів.
Зображена на бельгійській поштовій марці  1941 року.

## Діти
- Алессандро — штатгальтер Нідерландів